# Volksgericht (Österreich)
Die Volksgerichte (nicht zu verwechseln mit dem Volksgerichtshof) waren außerordentliche Gerichtshöfe, die im Nachkriegsösterreich nach Ende des Zweiten Weltkrieges 1945 bis 1955 zur Ahndung von NS-Verbrechen eingerichtet wurden.

## Hintergrund
In Anlehnung an die Moskauer Deklaration, welche die Verantwortung Österreichs am NS-Regime festgehalten hatte, kündigte die Provisorische Staatsregierung in ihrer Regierungserklärung am 27. April 1945 an, dass
„jene, welche aus Verachtung der Demokratie und der demokratischen Freiheiten ein Regime der Gewalttätigkeit, des Spitzeltums, der Verfolgung und Unterdrückung über unserem Volke aufgerichtet und erhalten, welche das Land in diesen abenteuerlichen Krieg gestürzt und es der Verwüstung preisgegeben haben und noch weiter preisgeben wollen, […] auf keine Milde rechnen können. Sie werden nach demselben Ausnahmsrecht behandelt werden, das sie selbst den anderen aufgezwungen haben und jetzt auch für sich selbst für gut befinden sollen. Jene freilich, die nur aus Willensschwäche, infolge ihrer wirtschaftlichen Lage, aus zwingenden öffentlichen Rücksichten wider innerer Überzeugung und ohne an den Verbrechen der Faschisten teilzuhaben, mitgegangen sind, sollen in die Gemeinschaft des Volkes zurückkehren und haben nichts zu befürchten.“

## Verbotsgesetz und Kriegsverbrechergesetz
Eines der vordringlichen Anliegen der Regierung war somit die Ahndung von NS-Verbrechen, die durch sogenannte Volksgerichte erfolgen sollte. Deren Bezeichnung lehnte die neue Regierung bewusst an die nationalsozialistischen Volksgerichtshöfe an, um mit dieser ähnlichen Namensgebung eine ähnlich strenge Vorgangsweise gegen Nationalsozialisten anzuzeigen, wie sie diese gegen Oppositionelle geübt hatten.
Bereits am 8. Mai 1945, nur wenige Stunden vor der bedingungslosen Kapitulation der Wehrmacht, hatte der Kabinettsrat der Provisorischen Regierung das (bis heute in Teilen gültige) Verbotsgesetz (VG) beschlossen, das gegen nationalsozialistische Organisationen sowie gegen deren Mitglieder gerichtet war. Am 26. Juni 1945 wurde das Verbotsgesetz durch das Kriegsverbrechergesetz (KVG) ergänzt, welches die Ahndung folgender NS-Verbrechen vorsah:
- Kriegsverbrechen im engeren Sinn (§ 1 KVG),
- Kriegshetze (§ 2 KVG),
- Quälereien und Misshandlungen (§ 3 KVG),
- Verletzungen der Menschenwürde (§ 4 KVG),
- Vertreibung aus der Heimat und Beteiligung an der Deportation der Jüdinnen und Juden (§ 5a KVG),
- missbräuchliche Bereicherung, worunter die so genannte „Arisierung“ subsumiert werden kann (§ 6 KVG),
- Denunziation (§ 7 KVG) sowie
- Hochverrat (§ 8 KVG).

Neben dem für die Ahndung von NS-Verbrechen eigens erlassenen KVG und VG bildeten auch das österreichische Strafgesetz (StG) sowie das deutsche Reichsstrafgesetzbuch (RStGB) die materiell-rechtliche Basis für die Volksgerichtsbarkeit. Wilhelm Malaniuk begründete dazu 1945 die rechtsdogmatische Grundlage für die Zulässigkeit der Nichtanwendung des Rückwirkungsverbotes bei Kriegsverbrechergesetz und Verbotsgesetz für Verbrechen des NS-Regimes: „Denn dabei handelt es sich um strafbare Handlungen, welche die Gesetze der Menschlichkeit so gröblich verletzen, dass solchen Rechtsbrechern kein Anspruch auf die Garantiefunktion des Tatbestandes zukommt. Die Verbrechen des nationalsozialistischen Regimes stellen weiters Verletzungen von Verträgen und des Völkerrechtes dar“.

## Einrichtung der Volksgerichte
Die Volksgerichte wurden bei den Landesgerichten am Sitz der Oberlandesgerichte (bereits 1945 in Wien und ab 1946 – nach Anerkennung der Provisorischen Regierung durch die westlichen Alliierten – auch in Graz, Linz und Innsbruck) eingerichtet. Für die Volksgerichtsverfahren waren die Bestimmungen der österreichischen Strafprozessordnung über Berufung und Nichtigkeitsbeschwerde außer Kraft gesetzt worden. Nur der Präsident des Obersten Gerichtshofs hatte die Möglichkeit, das Urteil aufzuheben.
Die Volksgerichte waren Schöffengerichte, bestehend aus drei Laienrichtern sowie zwei Berufsrichtern, von denen einer den Vorsitz führte. Die Schöffen wurden anfangs von den drei politischen Parteien, die 1945 die Provisorische Regierung gebildet hatten, nominiert. Das Justizpersonal musste politisch „unbelastet“ sein, d. h., es durfte nicht in die NS-Strafjustiz involviert gewesen sein. Die Volksgerichte litten unter ständigem Personalmangel, da in der Justiz der Anteil von Nationalsozialisten besonders hoch gewesen war.

## Verfahren und Urteile
Den Verfolgungsschwerpunkt dieser Gerichte, zusätzlich zu den oben genannten Punkten, bildeten:
- Verbrechen im Zusammenhang mit dem März- und Novemberpogrom 1938
- Misshandlungen und Morde in Konzentrationslagern
- die Denunziation von Widerstandskämpfern, so genannten jüdischen "U-Booten" etc.
- Gewaltverbrechen und Morde in „Euthanasieanstalten“
- Endphaseverbrechen, wie z. B. der Grazer Partisanenmordprozess

1945 bis 1955 wurden vor den Volksgerichten in Wien, Graz (inklusive Außensenate Leoben und Klagenfurt), Linz (inklusive Außensenate Salzburg und Ried/Innkreis) sowie Innsbruck in 136.829 Fällen Vorerhebungen und Voruntersuchungen wegen des Verdachts nationalsozialistischer Verbrechen oder „Illegalität“ eingeleitet, davon knapp 80 Prozent bis Anfang 1948. In diesen Prozessen wurden insgesamt 23.477 Urteile (gegen rund 20.000 Personen) gefällt, davon 13.607 Schuldsprüche.
341 Strafen lagen im oberen Bereich: 43 Angeklagte wurden zum Tode verurteilt, 30 Todesurteile wurden vollstreckt (davon 25 in Wien, vier in Graz und eines in Linz), zwei Verurteilte begingen vor der Vollstreckung Selbstmord. Die letzte Hinrichtung fand 1950 statt. 29 Angeklagte wurden zu lebenslangem Kerker, 269 zu Kerkerstrafen zwischen zehn und zwanzig Jahren verurteilt. Viele der letzteren wurden 1955 amnestiert, nachdem die Volksgerichte nach Abschluss des Staatsvertrags abgeschafft wurden und der Einfluss der Alliierten weggefallen war.

## Sonstiges
2006 übernahm das Wiener Stadt- und Landesarchiv 170 Regalmeter an Strafakten vom Landesgericht für Strafsachen Wien. Nach Erschließungsarbeiten zeigte das Wiener Stadt- und Landesarchiv bis Mai 2010 eine Ausstellung zu den Verfahren vor dem Volksgericht in Wien in den Jahren 1945 bis 1955.